# Frida Tegstedt
Frida Tegstedt (* 17. Juli 1987 in Göteborg) ist eine ehemalige schwedische Handballspielerin.

## Karriere
Frida Tegstedt spielte in der schwedischen ersten Liga beim IK Sävehof, mit dem sie sechsmal schwedische Meisterin wurde. Mit Sävehof nahm sie mehrfach an der EHF Champions League sowie am EHF-Pokal teil. Zur Saison 2014/15 wechselte die 1,80 Meter große Kreisläuferin zum deutschen Bundesligaaufsteiger Füchse Berlin. Ab dem Sommer 2016 stand sie beim französischen Erstligisten Issy Paris Hand unter Vertrag. Im Sommer 2017 beendete sie ihre Karriere.
Tegstedt gehörte zum Kader der schwedischen Nationalmannschaft, für die sie in 51 Länderspielen 43 Treffer erzielte. Sie nahm an den Olympischen Spielen 2016 in Rio de Janeiro teil.

## Privates
Tegstedts Freund Jesper Nielsen spielt ebenfalls Handball. Der schwedische Nationalspieler wechselte 2013 vom IK Sävehof nach Deutschland zum Bundesligisten Füchse Berlin. Ihre Schwester Sofia lief für IK Sävehof in der höchsten schwedischen Handball-Spielklasse auf.